# 芹沢栄
芹沢 栄（せりざわ さかえ、1908年5月16日 - 2003年3月7日）は、英語学者・英文学者。東京教育大学・東京成徳短期大学名誉教授。

## 略歴
静岡県生まれ。1938年に東京文理科大学英語科卒業。東京高等師範学校教授、戦後は1972年まで東京教育大学教授、定年後東京成徳短期大学教授を務めた。多くの受験参考書を書き、『英文解釈法』は名著とされている。

## 著書
- 中学生の英語 初級用 有精堂 1950年
- 中学生の英語 上級用 有精堂 1950年6月
- 英文法 整理とまとめ方 有精堂出版 1951年（サマリー・シリーズ）
- 英文解釈法 金子書房 1952年
- 高校生の英語 文法を中心とした綜合的学習 有精堂出版 1955年
- 要説英文法 有精堂出版 1956年
- 要説英文解釈 有精堂出版 1958年
- 表覽英文法 有精堂出版 1958年
- 基礎英語 日本放送出版協会 1964年
- イギリスの表情 開拓社 1972年
- 英語の輪郭 開拓社 1978年6月
- 英文学のふるさと 毎日新聞社 1981年5月（毎日選書）
- イギリス文学の歴史 開拓社 1990年3月

## 共著
- 英米風物事典 岩崎民平,中内正利 研究社出版 1960年（英語科ハンドブックス）
- 英作文法征服の公式 受験・学習の最短コース 隈部直光 学燈社 1964年7月
- 基礎力英語 塩沢利雄 学習研究社 1967年4月（3D方式シリーズ）

## 指導
- コント55号のお楽しみ英語教室（1968年） - 小学館小学四年生12月号付録、出演：コント55号、作：田渕秀明[2][3]
- ウメ星デンカとコント55号 おわらい英語教室（1969年） - 小学館小学四年生5月号付録、出演：コント55号、杉山佳寿子、作：田渕秀明[4][5]